# Resolució 2352 del Consell de Seguretat de les Nacions Unides
La Resolució 2352 del Consell de Seguretat de les Nacions Unides fou adoptada per unanimitat el 15 de maig de 2017. El Consell va estendre el mandat de la Força Provisional de Seguretat de les Nacions Unides per a Abyei (UNISFA) durant sis mesos fins al 15 de novembre de 2017. També es va fer evident que el llarg estancament en la qüestió d'Abyei es devia a la manca de cooperació del Sudan i Sudan del Sud amb la UNIFSA i amb el Mecanisme Conjunt de Vigilància de Fronteres (JBVMM).

## Observacions
L'informe del Secretari General António Guterres declarava que Abyei era un problema polític que necessitava una solució política. El representant estatunidenc va dir que Sudan i Sudan del Sud no cooperaven amb aquesta solució i les mesures temporals anteriors, i que en comptes, posaven obstacles al treball de la UNISFA en relació amb la JBVMM. El seu punt de vista era que, a menys que hi hagués un canvi, estava en línia amb la política del president estatunidenc Donald Trump de revisar les operacions de la UNISFA si no cooperaven amb la JBVMM.
El representant sudanès va declarar que el seu país mai no havia obstaculitzat la JBVMM. Segons l'informe del secretari general, es van cancel·lar 18 vols de patrulla perquè el permís de Sudan del Sud va arribar massa tard. A diferència d'aquest país, Sudan havia cooperat plenament. També va considerar que el JBVMM era necessari per salvaguardar la pau a la frontera i per normalitzar les relacions amb el Sudan del Sud. Per tant, no entenia per què la UNISFA ja no la recolzaria. Fins que s'hagués resolt la qüestió d'Abyei, Sudan també tenia sobirania plena sobre la zona. Com que la força de la policia conjunta estava absent, el propi país havia posat la policia a Abyei.
El seu col·lega sud-sudanès considerava la UNISFA "el millor que havia passat a Abyei en molt de temps". No donar suport al JBVMM afectaria negativament a la cooperació entre el Sudan i Sudan del Sud i podria conduir a nous fets de violència.

## Contingut
El JBVMM, que havia de supervisar la zona desmilitaritzada acordada el 2011 entre Sudan i Sudan del Sud, es continuava retardant. A més, es van crear obstacles innecessaris que dificultaven el treball del mecanisme. Ambdós també havien de començar a renegociar l'estatut final de la disputada regió d'Abyei, cosa que s'havia demanat des de 2012. A més, tots dos països havien d'acceptar amb urgència la composició del Consell d'Abyei.
També havia de començar el servei conjunt de policia acordat. Agents sudanesos i soldats sud-sudanesos eren presents a Abyei en contra els acords. La UNISFA també negociava amb els misseriya i dinka, els dos pobles habitaven Abyei, sobre l'eliminació d'armes pesants. Després de tot, els dos grups de població estaven fortament armats malgrat l'estat de desmilitarització. La relació entre els dos grups de població ha anat en la bona direcció. Es va impulsar novament el comerç i les víctimes d'un robatori rebien una indemnització.
El mandat de la UNISFA es va ampliar fins al 15 de novembre de 2017. El nombre màxim de tropes es va ajustar de 5.326 a 4.791 efectius. Tots els membres d'aquesta missió procedien de la veïna Etiòpia. El Consell de Seguretat també va deixar clar que, pel que fa a les tasques de control de fronteres, seria l'última extensió si el JBVMM no funcionava a finals de 2017.